# Skaly Saljut-6
Die Skaly Saljut-6 (Transkription von russisch Скалы Салют-6) sind eine Gruppe von Felsvorsprüngen im ostantarktischen Coatsland. Sie ragen unmittelbar nordwestlich des Nunatak Mezhgornyj auf.
Russische Wissenschaftler benannten die Gruppe nach der sowjetischen Raumstation Saljut 6.